# Sphingicampa ocellata
Sphingicampa ocellata är en fjärilsart som beskrevs av Rothschild 1907. Sphingicampa ocellata ingår i släktet Sphingicampa och familjen påfågelsspinnare. Inga underarter finns listade i Catalogue of Life.